# United States Air Force Thunderbirds
United States Air Force Thunderbirds ("Thunderbirds") är den permanenta flyguppvisningsteamet i USA:s flygvapen. Thunderbirds tillhör 57th Wing i Air Combat Command och är baserad vid Nellis Air Force Base i Las Vegas, Nevada. Gruppen skapades 1953 och har varit i aktiv tjänst sedan dess.

## Uppdrag
Thunderbirds turnerar runt främst i USA men även i andra delar av världen där de genomför flyguppvisningar med avancerad flygning i särskilda målade jaktflygplan. Namnet Thunderbird är taget från Åskfågeln som är en mytologisk varelse i berättelser från Nordamerikas ursprungsinvånare. 
Piloterna (officerare) tjänstgör två år i samma befattning med Thunderbirds, medan markpersonalen (meniga och underofficerare) tjänstgör i samma befattning mellan tre och fyra år. Det är befälhavaren för Air Combat Command som väljer ut vilka som får tjänstgöra i Thunderbirds.
Thunderbirds besökte Finland och Åbo Airshow under Europaturnén 2011.

## Flygplan
Thunderbirds har under sin historia flugit i olika flygplanstyper:
- F-84 Thunderjet (1953-1956)
- F-100 Super Sabre (1956-1968)
- F-4 Phantom II (1969-1973)
- T-38 Talon (1973-1982)
- F-16 Fighting Falcon "Viper" (1983-nuvarande) (A-versionen från 1983 till 1992, sedan dess C-versionen)

Den 18 januari 1982 inträffade den mest förödande olyckan i gruppens historia vid Indian Springs Air Force Auxiliary Field i vilken fyra piloter förolyckades vid flygning med T-38 Talon i diamantformation.

## Galleri

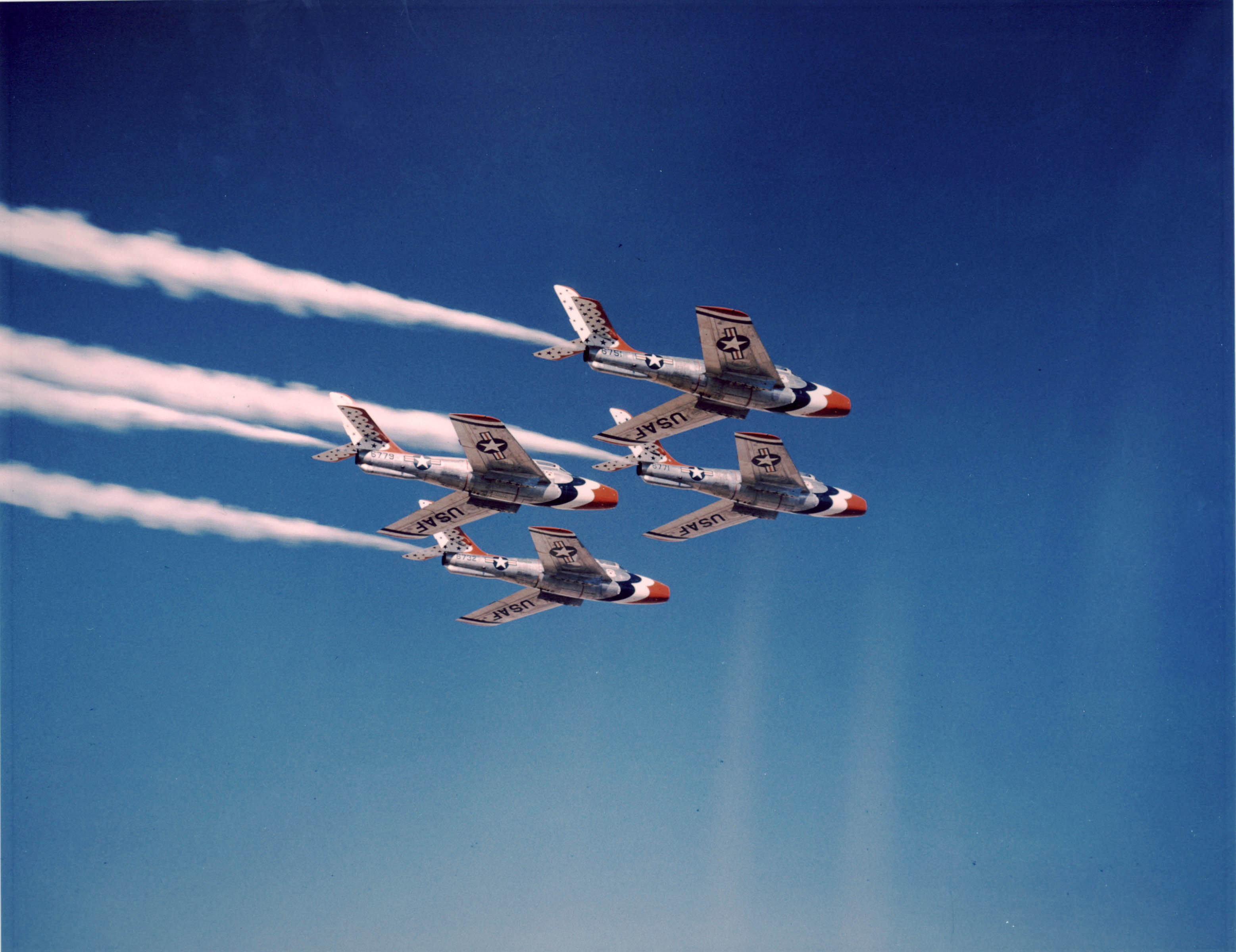
F-84 Thunderjet i formationsflygning, bild tagen 1955 eller 1956.
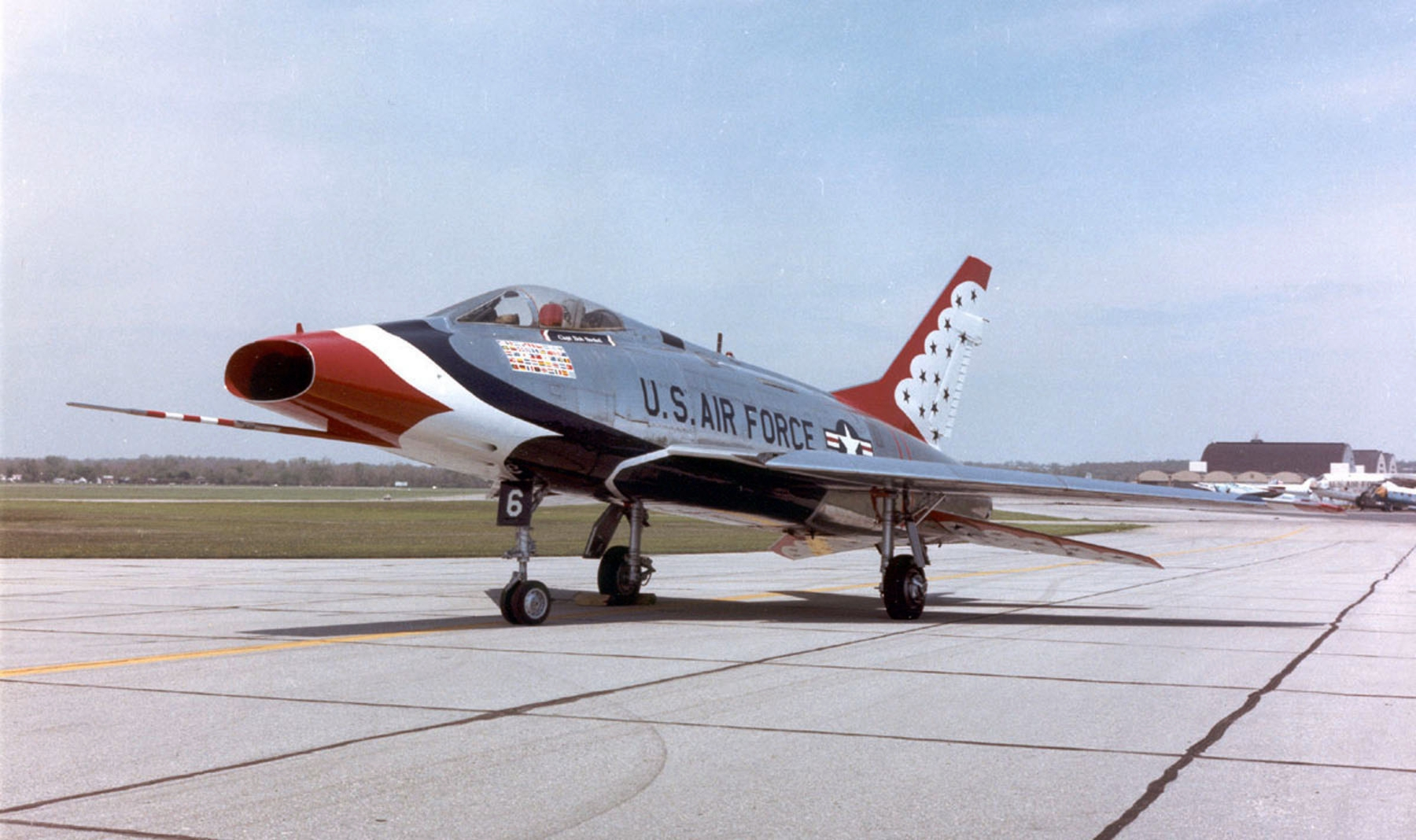
En F-100 Super Sabre i Thunderbirdsmålning.
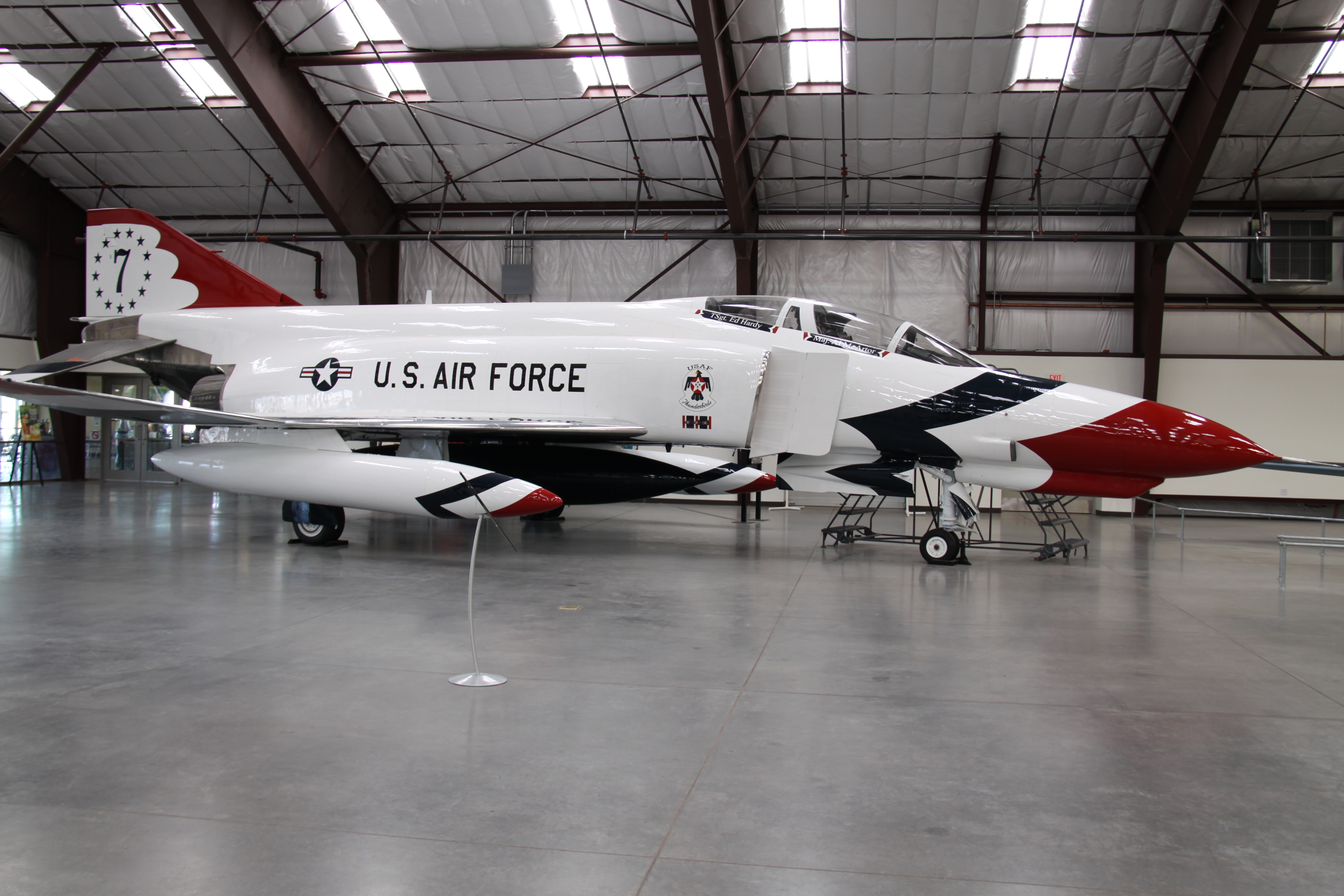
En F-4 Phantom II i Thunderbirdsmålning på Pima Air & Space Museum.
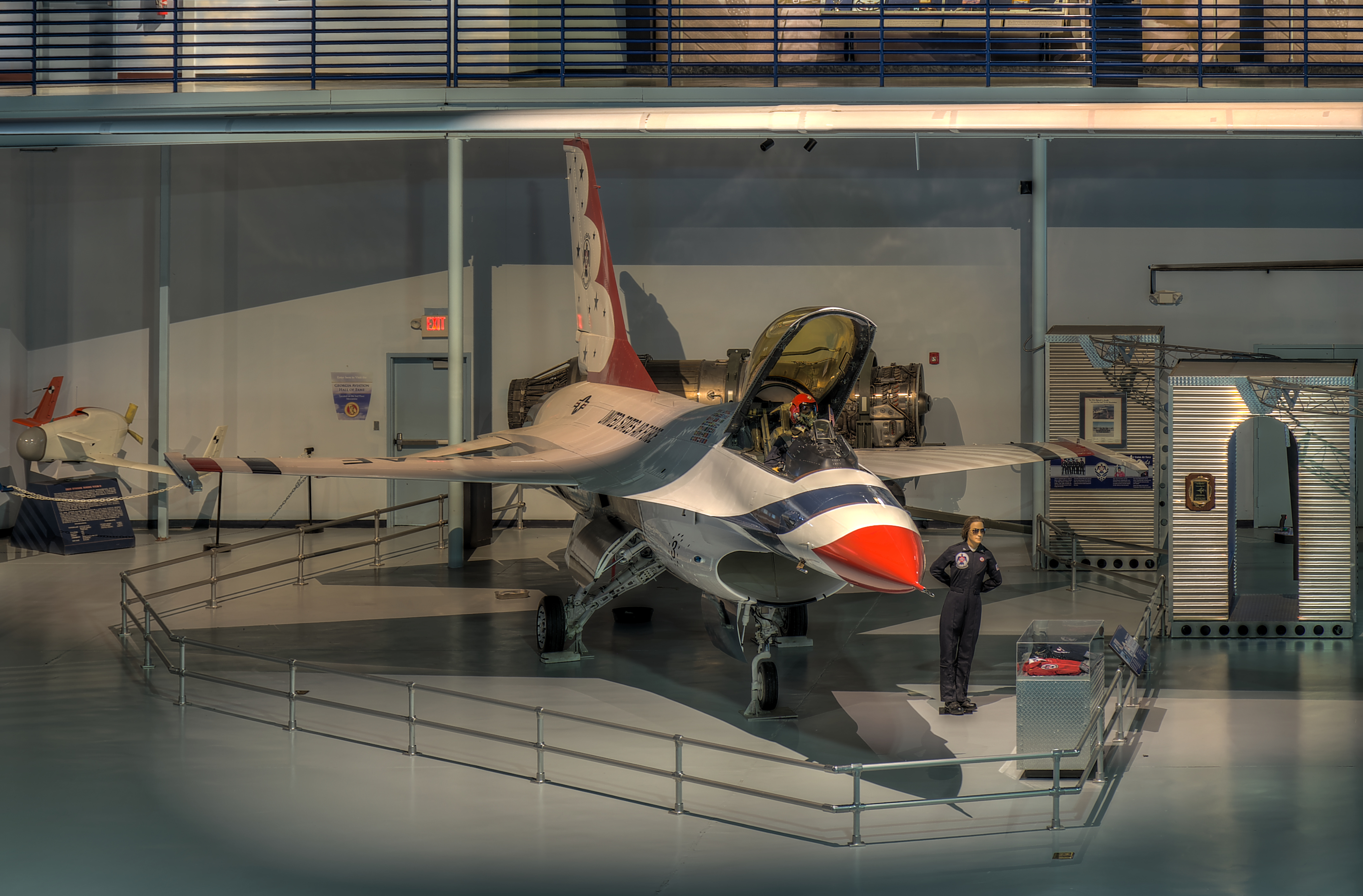
En F-16 Fighting Falcon som användes av Thunderbirds mellan 1982 och 1982 utställd på Museum of Aviation vid Robins Air Force Base.
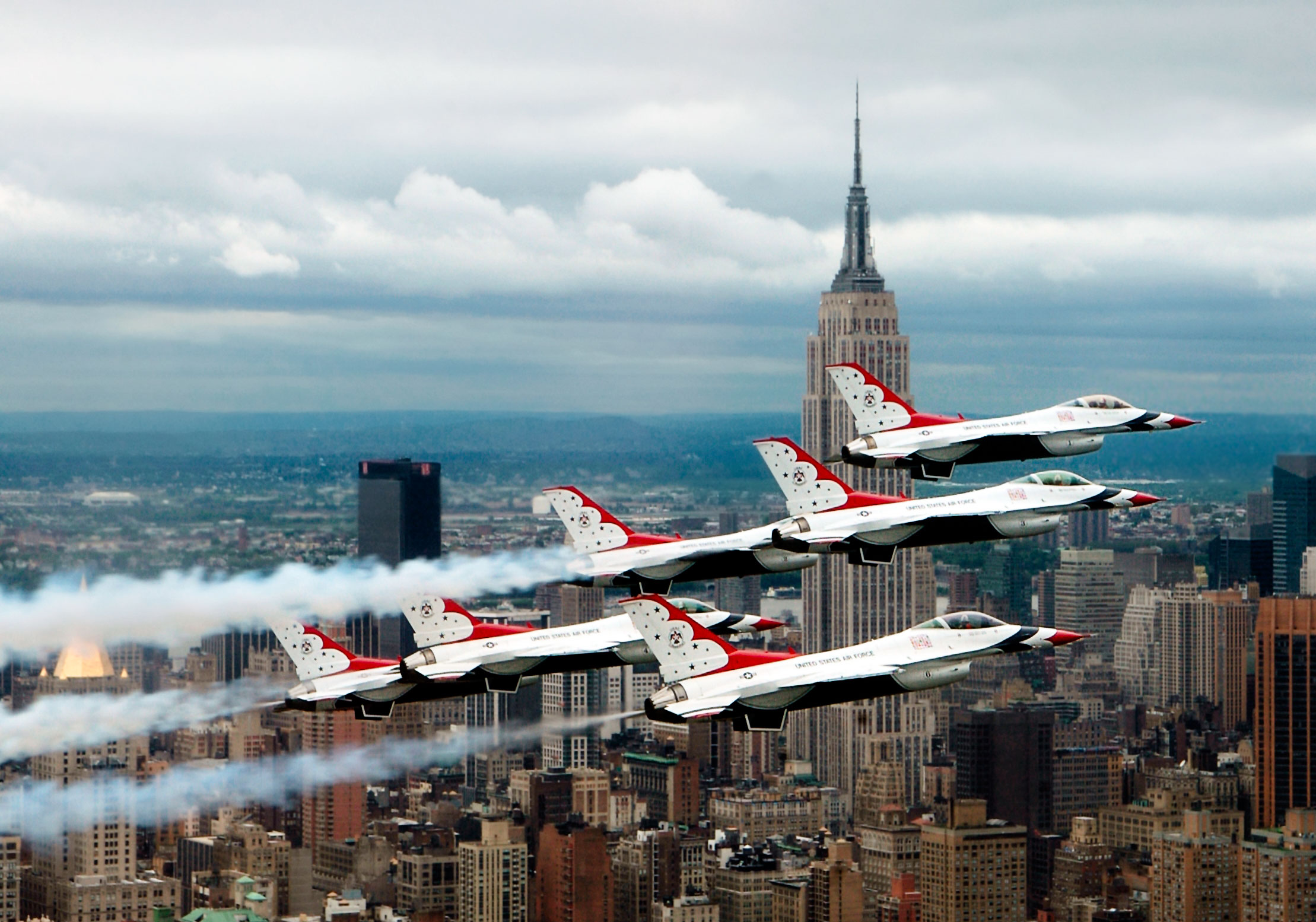
Sex F-16 Fighting Falcon plan i formation över New York med Empire State Building i bakgrunden.
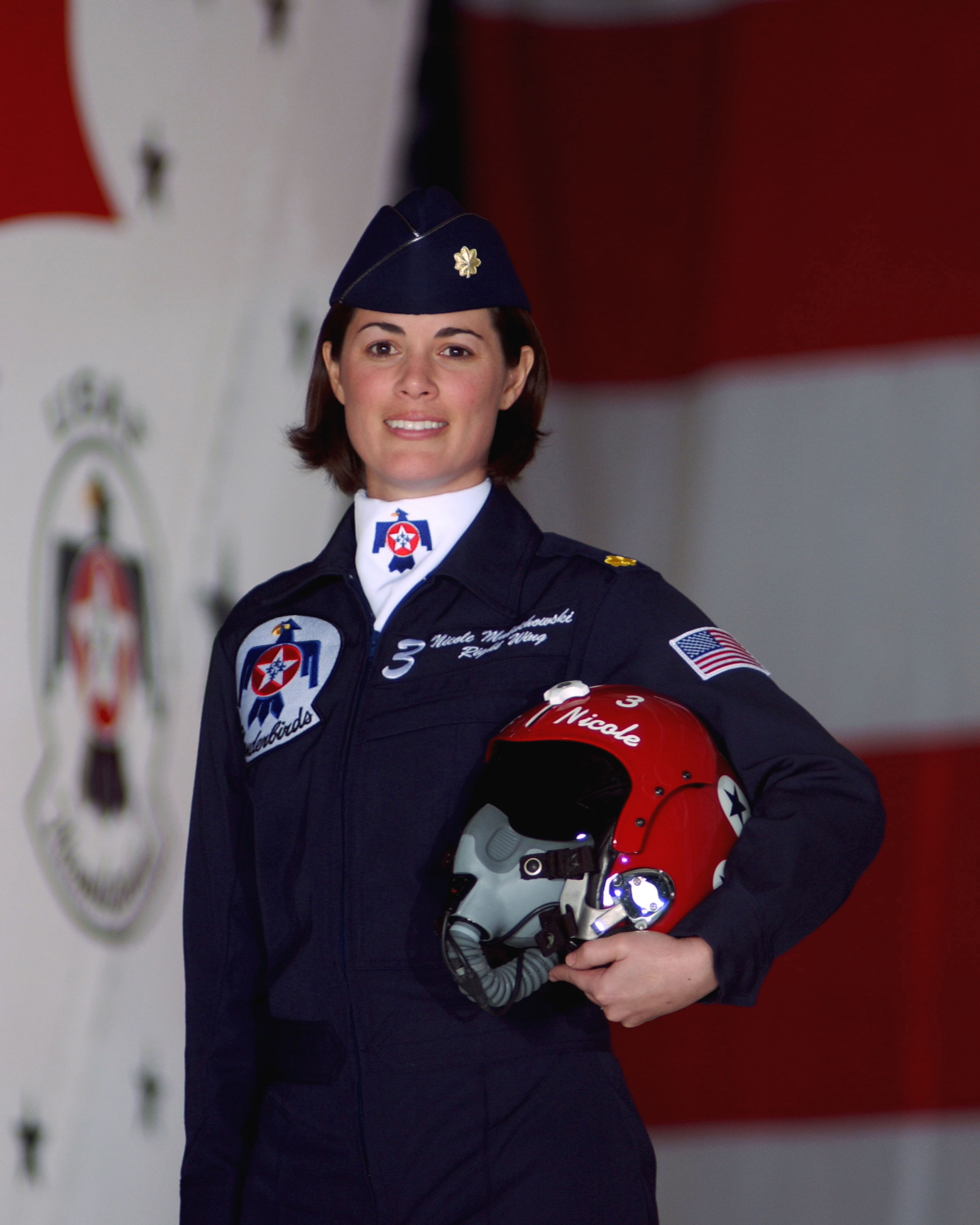
Nicole Malachowski var den första kvinnliga piloten i Thunderbirds mellan 2005 och 2007.
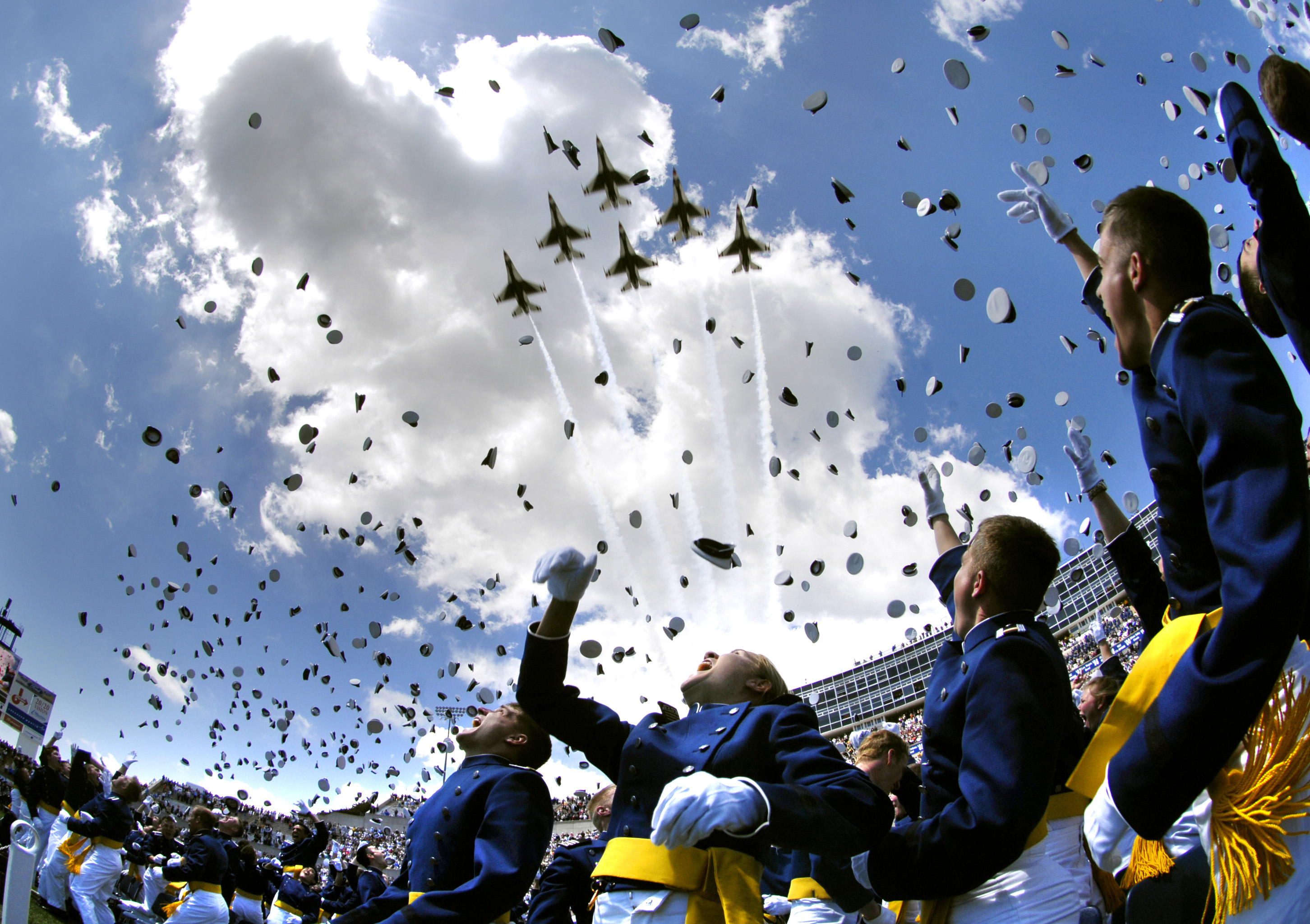
Avslutningsceremoni för U.S. Air Force Academy på Falcon Stadium med överflygning av Thunderbirds, maj 2007.
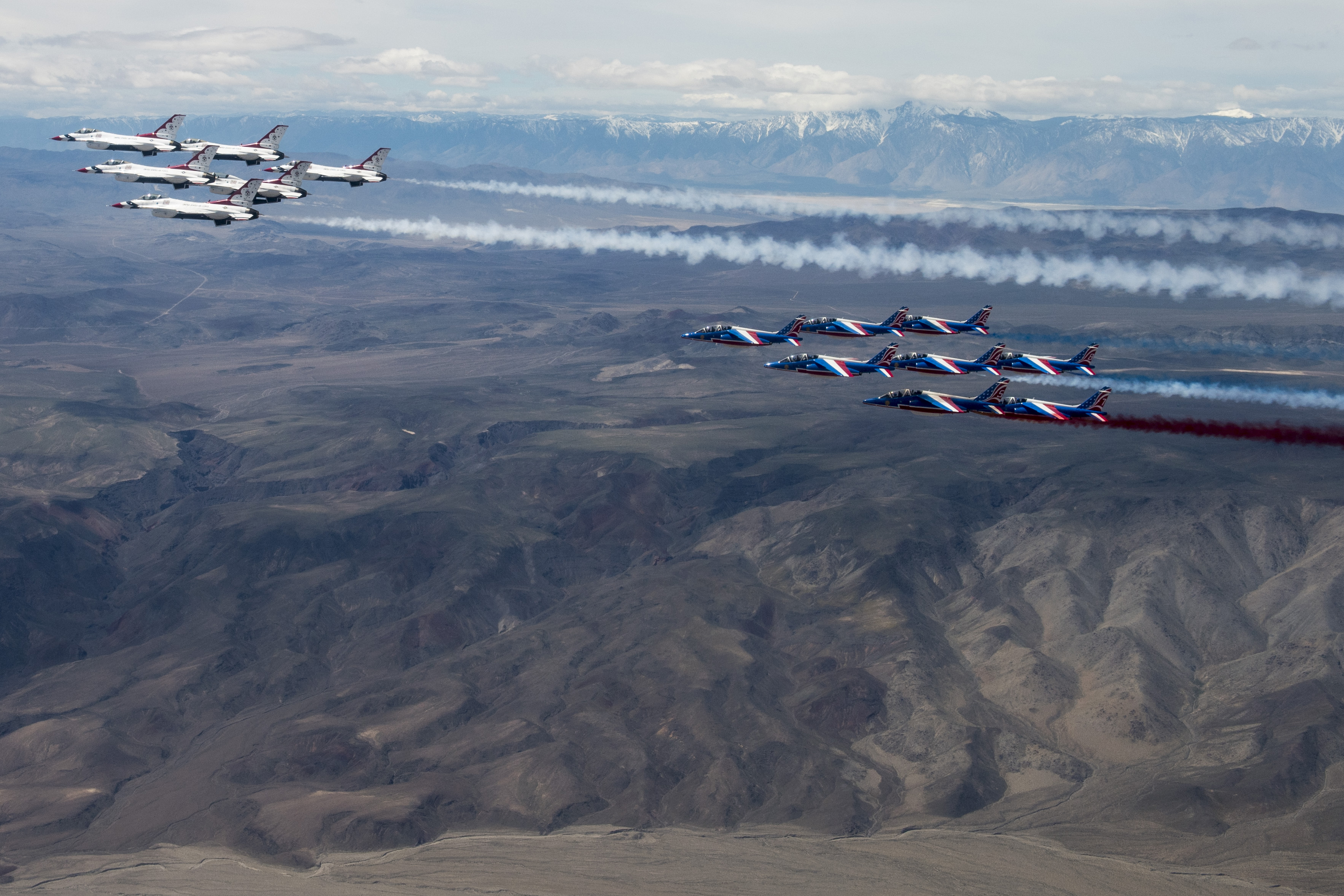
Flygning tillsammans med Patrouille de France över Death Valley i Kalifornien, 17 april 2017.
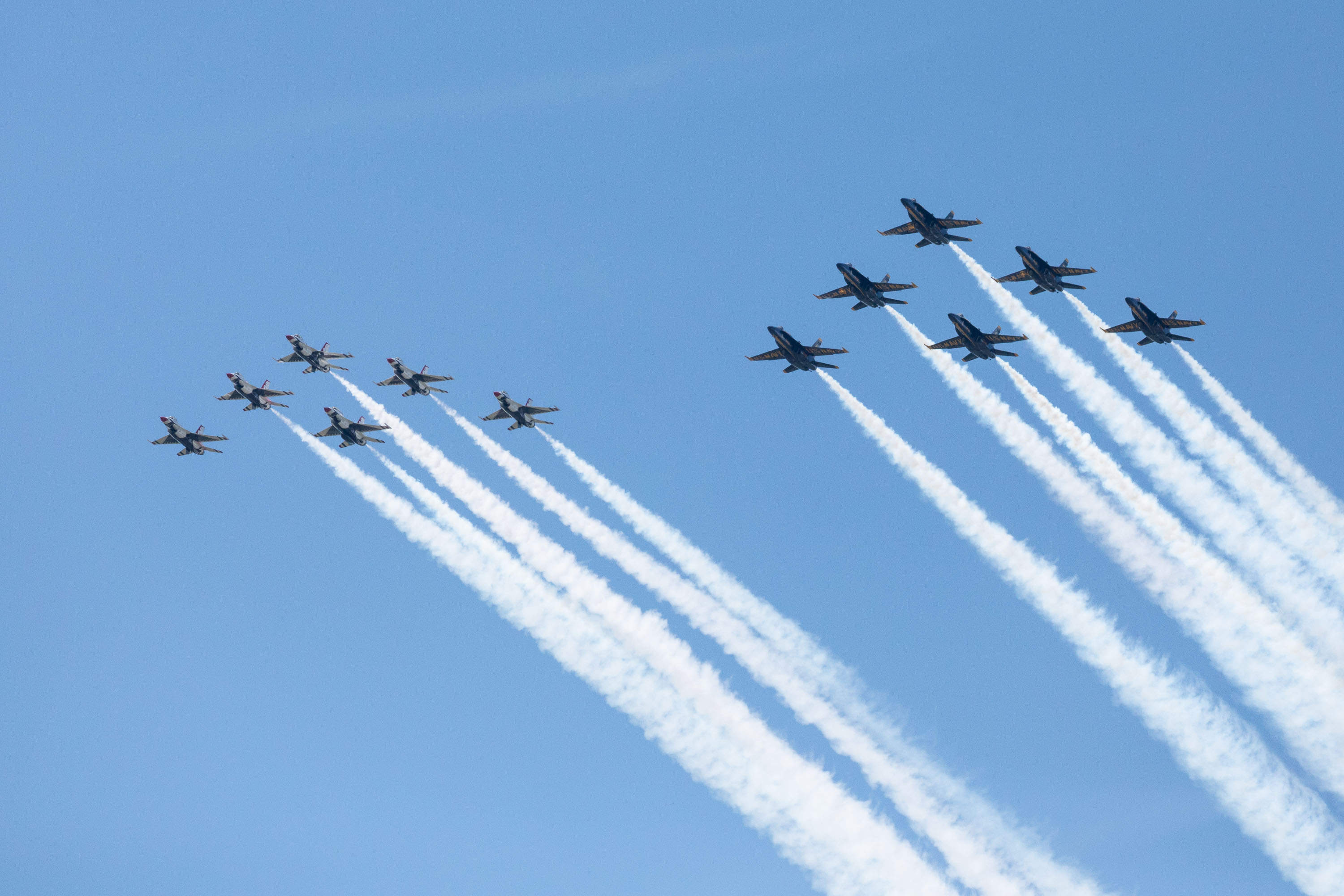
Thunderbirds tillsammans med Blue Angels över Washington, D.C. under coronaviruspandemin, 2 maj 2020.